# Bob Weir
Bob Weir, född Robert Hall Parber den 16 oktober 1947 i San Francisco, Kalifornien, är en amerikansk gitarrist, sångare och låtskrivare. Weir började spela gitarr i tonåren och träffade Jerry García när han var 16 år. De bildade i mitten av 1960-talet The Warlocks, som några år senare skulle komma att bli Grateful Dead. Weir spelade kompgitarr och sjöng på den mesta rockinfluerade musik som Grateful Dead spelade in. Garcia sjöng oftast bandets mer lugna och melankoliska låtar. Weir debuterade som soloartist 1972, och har även spelat i andra musikgrupper som Kingfish och RatDog. Efter att Grateful Dead upplöstes 1995 har Weir varit fortsatt aktiv som musiker, och ibland återförenats och spelat med andra gamla medlemmar från Grateful Dead.

## Diskografi (urval)
Soloalbum
- Ace (1972)
- Heaven Help The Fool (1978)
- Weir Here – The Best of Bob Weir (samlingsalbum) (2004)
- Blue Mountain (2016)

Album med Kingfish
- Kingfish (1976)
- Live 'n' Kickin' (1977)
- Kingfish in Concert: King Biscuit Flower Hour (1996)

Album med Bobby and the Midnites
- Bobby and the Midnites (1981)
- Where the Beat Meets the Street (1984)

Album med RatDog
- Evening Moods (2000)
- Live at Roseland (2001)

Samarbeten
- Live (Bob Weir och Rob Wasserman) (1998)
- Mother McCree's Uptown Jug Champions (Mother McCree's Uptown Jug Champions) (1999)
- Fall 1989: The Long Island Sound (Jerry Garcia Band och Bob Weir & Rob Wasserman) (2013)
- Gathering (med Josh Ritter) (2017)

Se också diskografi Grateful Dead.